# Bobby Mitchell (pallanuotista)
Robert Mitchell, detto Bobby (14 dicembre 1913 – 12 novembre 1966), è stato un pallanuotista britannico, che ha partecipato alle Olimpiadi di Berlino 1936.
Dodici anni dopo, alle Olimpiadi estive del 1948 era un giocatore di riserva e non partecipò a una partita durante il torneo.
Successivamente è stato membro del Greater London Council (1964-1986).
Si è presentato come candidato conservatore in due elezioni generali, nel 1964 e nel 1966, a West Ham South, ma ha perso entrambe le volte.